# جنيفر مون
جنيفر مون (بالإنجليزية: Jennifer Moon)‏ هي فنانة أمريكية، ولدت في 1973 في لافاييت في الولايات المتحدة.